# Crepis tectorum
La radicchiella dei tetti (nome scientifico Crepis tectorum L., 1753) è una pianta angiosperma dicotiledone della famiglia delle Asteraceae.

## Etimologia
L'etimologia del nome generico (Crepis) non è molto chiara. In latino Crèpìs significa pantofola, sandalo e i frutti, di alcune specie di questo genere, sono strozzati nella parte mediana ricordando così (molto vagamente) questo tipo di calzare. Inoltre lo stesso vocabolo nell'antica Grecia indicava il legno di Sandalo.. L'epiteto specifico (tectorum) fa riferimento ad un suo habitat tipico: ai tetti delle case (questo nome è stato usato da Linneo per varie specie svedesi che crescevano facilmente sui tetti di paglia in Lapponia).
Il binomio scientifico della pianta di questa voce è stato proposto da Carl von Linné (1707 – 1778) biologo e scrittore svedese, considerato il padre della moderna classificazione scientifica degli organismi viventi, nella pubblicazione "Species Plantarum" del 1753.

## Descrizione

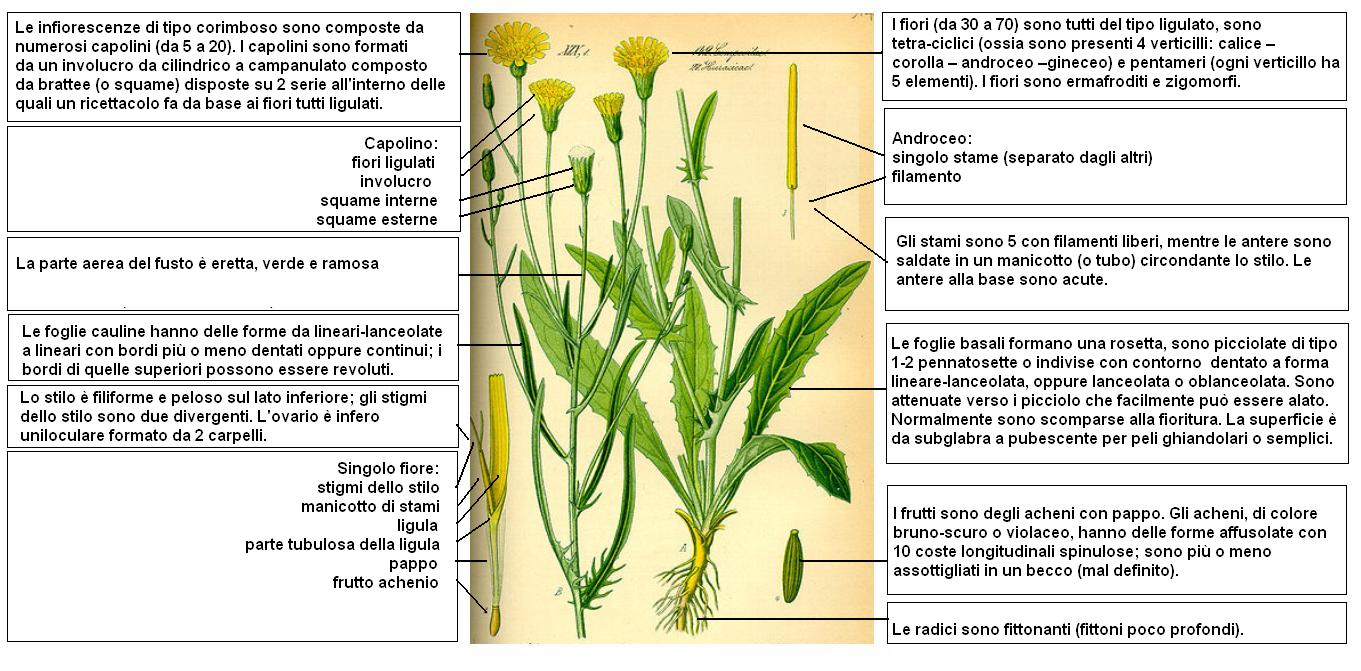
Descrizione delle parti della pianta

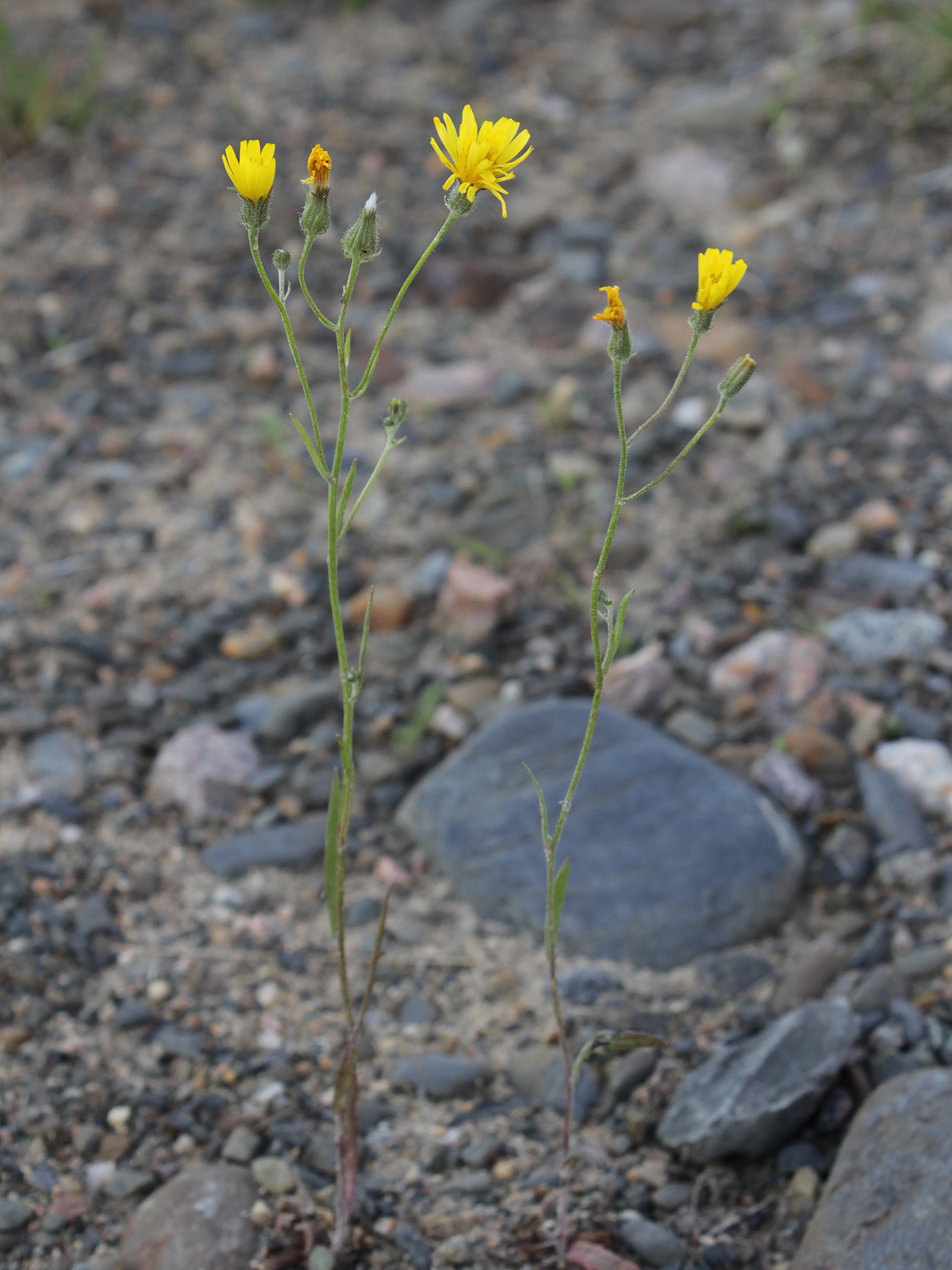
Il portamento

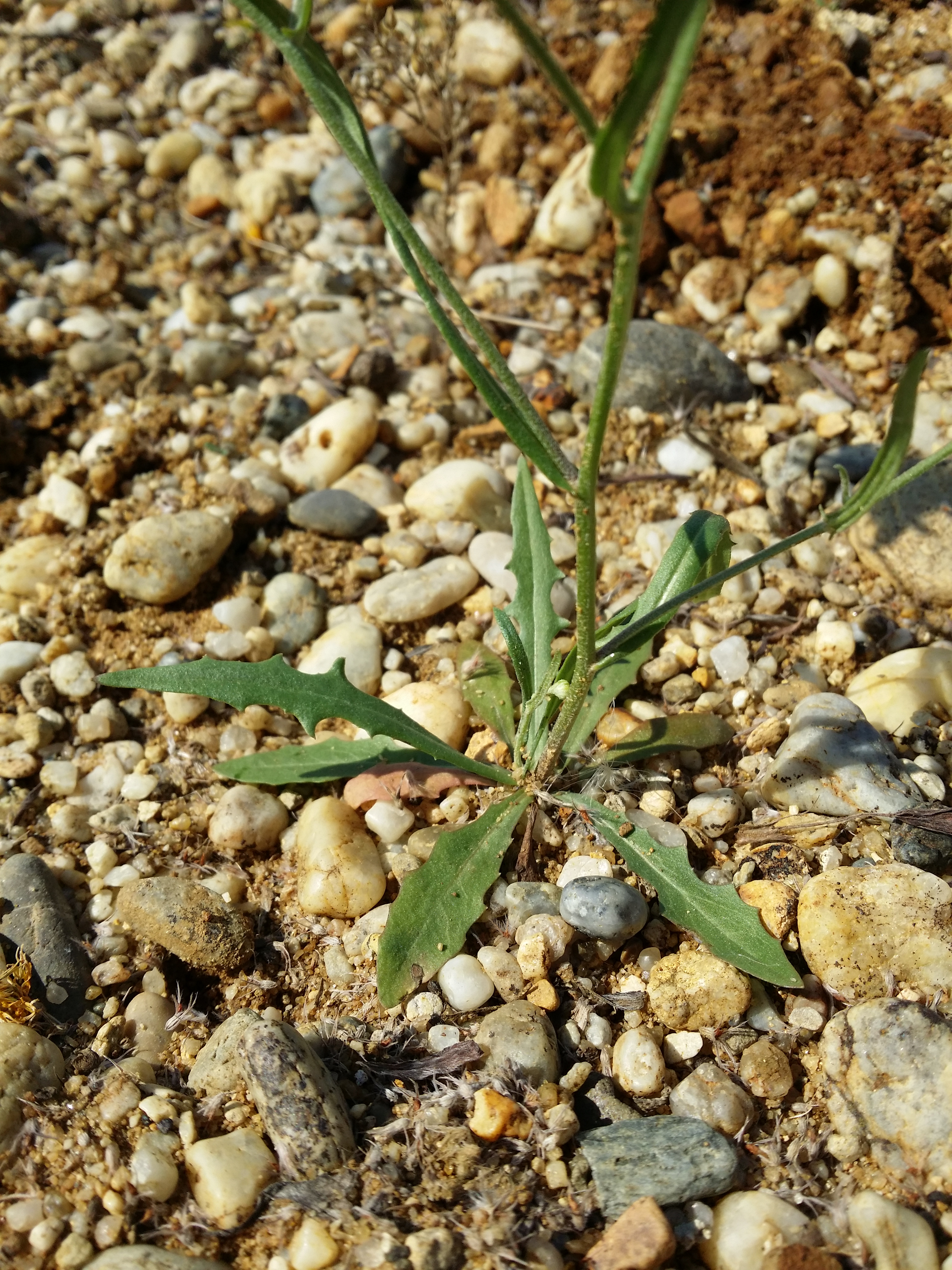
Le foglie

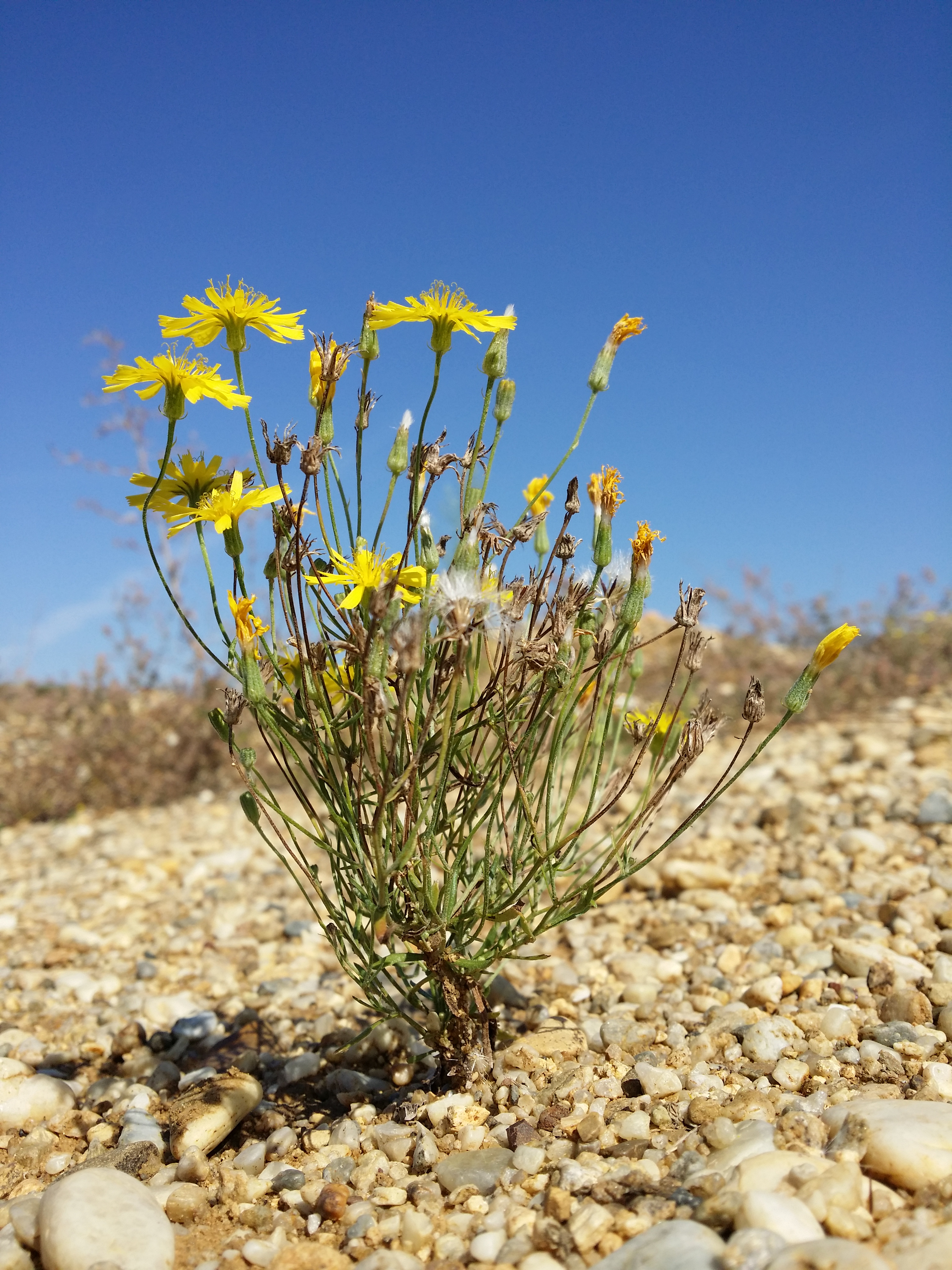
Infiorescenza

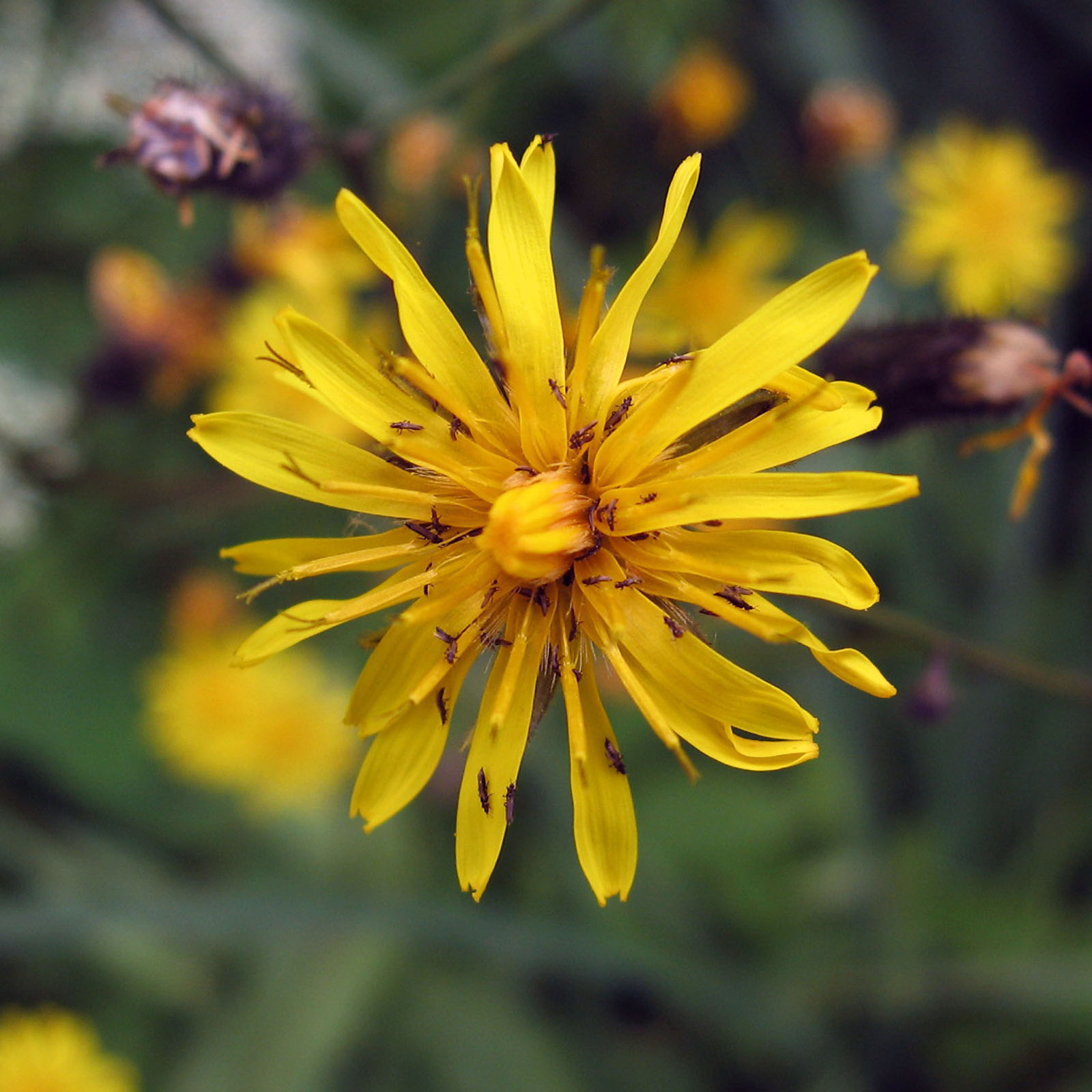
I fiori

Habitus. La pianta di questa specie è una erbacea annuale o bienne o perenne. La forma biologica è terofita scaposa (T scap), ossia sono piante erbacee che differiscono dalle altre forme biologiche poiché, essendo annuali, superano la stagione avversa sotto forma di seme e sono munite di asse fiorale eretto e spesso privo di foglie. Gli steli contengono abbondante latice amaro.
Fusto. La parte aerea del fusto è eretta, verde, ramosa (dalla base o senz'altro da metà in su); la superficie può essere da subglabra a aracnoide-pubescente o scarsamente ghiandolosa (con setole bianche). Le radici sono fittonanti (fittoni poco profondi). Questa pianta può arrivare al massimo a 10 dm di altezza; normalmente varia tra 1 e 6 dm.
Foglie. Le foglie si dividono in basali e cauline.
- Foglie basali: quelle basali formano una rosetta, sono picciolate di tipo 1-2 pennatosette o indivise con contorno dentato a forma lineare-lanceolata, oppure lanceolata o oblanceolata. Sono attenuate verso i picciolo che facilmente può essere alato. Normalmente sono scomparse alla fioritura. La superficie è da subglabra a pubescente per peli ghiandolari o semplici. Dimensione delle foglie basali: larghezza 0,5 – 1 cm; lunghezza 5 – 15 cm.
- Foglie cauline: le foglie cauline hanno delle forme da lineari-lanceolate a lineari con bordi più o meno dentati oppure continui; i bordi di quelle superiori possono essere revoluti. Le foglie lungo il caule sono disposte in modo alterno. Dimensioni delle foglie cauline: larghezza 1 cm; lunghezza 5 – 8 cm.

Infiorescenza. Le infiorescenze di tipo corimboso (o corimboso-panicolato) sono composte da numerosi capolini (da 5 a 20). I capolini sono formati da un involucro da cilindrico a campanulato composto da brattee (o squame) disposte su 2 serie (interne ed esterne) all'interno delle quali un ricettacolo fa da base ai fiori tutti ligulati. Le squame esterne (con forme lineari) hanno delle forme lineari-lanceolate e sono lunghe 1/3 di quelle interne; in quelle esterne la superficie abassiale è ricoperta di peli ghiandolari mentre quella adassiale è da tomentosa a ispida; le squame interne sono semplicemente pelose. Il ricettacolo è piatto e poco cigliato. Diametro del capolino: 15 – 22 mm. Dimensioni dell'involucro: larghezza 6 – 8 mm; lunghezza 10 – 13 mm. Lunghezza del peduncolo: 3 – 70 cm. Dimensione delle brattee: larghezza 0,8 - 1,2 mm; lunghezza 5 – 9 mm.
Fiori. I fiori (da 30 a 70 per capolino), tutti ligulati, sono tetra-ciclici (ossia sono presenti 4 verticilli: calice – corolla – androceo – gineceo) e pentameri (ogni verticillo ha in genere 5 elementi). I fiori sono ermafroditi, fertili e zigomorfi.
- Formula fiorale:

*/x K {\displaystyle \infty }, [C (5), A (5)], G 2 (infero), achenio
- Calice: i sepali del calice sono ridotti ad una coroncina di squame.
- Corolla: le corolle sono formate da una ligula terminante con 5 denti (è la parte finale dei cinque petali saldati fra di loro). Il colore dei fiori è in prevalenza giallo. La superficie può essere sia pubescente che glabra. La corolla è lunga da 10 – 13 mm (lunghezza del tubo: 3 - 3,8 mm; larghezza della ligula: 2,5 mm).
- Androceo: gli stami sono 5 con filamenti liberi e distinti, mentre le antere sono saldate in un manicotto (o tubo) circondante lo stilo.[16] Le antere (lunghezza del tubo: 2,5 – 3 mm) alla base sono prive di codette. Il polline è tricolporato.[17]
- Gineceo: lo stilo è filiforme. Gli stigmi dello stilo sono due divergenti e ricurvi con la superficie stigmatica posizionata internamente (vicino alla base).[18] L'ovario è infero uniloculare formato da 2 carpelli. Il colore dello stilo è verdastro-scuro, mentre è giallo sulla faccia interna. Lunghezza degli stigmi: 0,9 - 1,5 mm.
- Fioritura: da maggio a agosto.

Frutti. I frutti sono degli acheni con pappo. Gli acheni, di colore bruno-scuro o violaceo, hanno delle forme affusolate con 10 coste longitudinali spinulose; sono più o meno assottigliati in un becco (mal definito). Il pappo è bianco, soffice con setole flessibili ma tenaci. Dimensione dell'achenio: larghezza 0,4 - 0,5 mm; lunghezza 3 – 4 mm.

## Biologia
- Impollinazione: l'impollinazione avviene tramite insetti (impollinazione entomogama tramite farfalle diurne e notturne).
- Riproduzione: la fecondazione avviene fondamentalmente tramite l'impollinazione dei fiori (vedi sopra).
- Dispersione: i semi (gli acheni) cadendo a terra sono successivamente dispersi soprattutto da insetti tipo formiche (disseminazione mirmecoria). In questo tipo di piante avviene anche un altro tipo di dispersione: zoocoria. Infatti gli uncini delle brattee dell'involucro si agganciano ai peli degli animali di passaggio disperdendo così anche su lunghe distanze i semi della pianta.

## Distribuzione e habitat

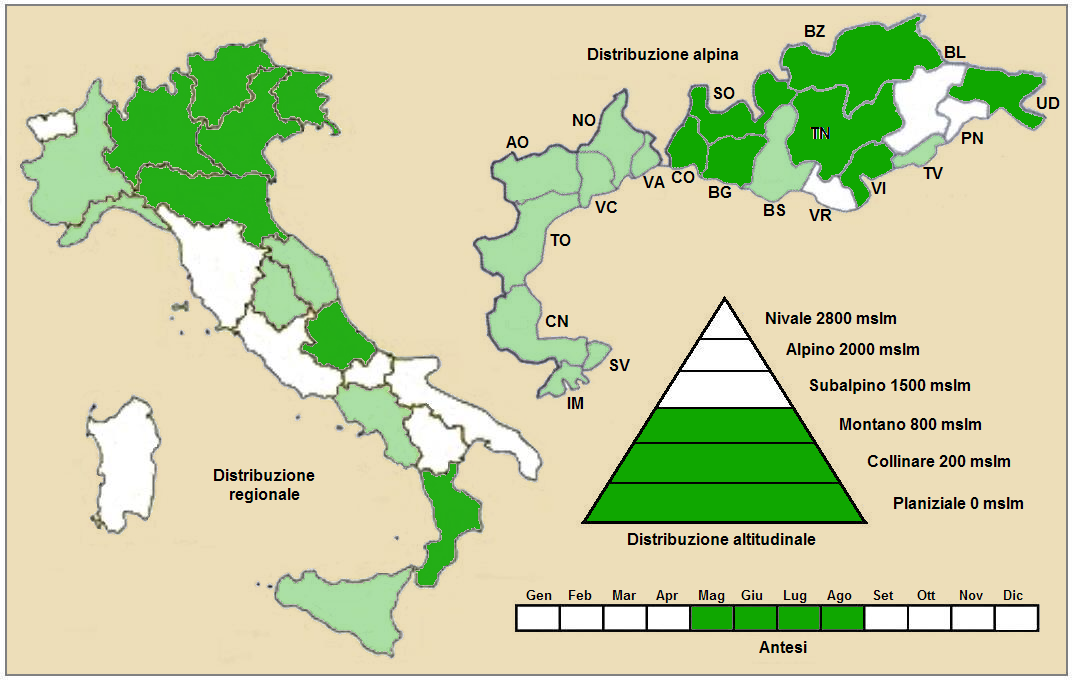
Distribuzione della pianta
(Distribuzione regionale – Distribuzione alpina)

- Geoelemento: il tipo corologico (area di origine) è Euro-Siberiano.
- Distribuzione: in Italia è una specie rara con distribuzione discontinua (è poco presente al centro e assente nelle isole). Nelle Alpi è più frequente verso oriente; oltre confine (sempre nelle Alpi) si trova in Francia (nel dipartimento di Isère), in Svizzera (cantoni Vallese, Ticino, Grigioni), in Austria (Länder della Carinzia e Austria Superiore) e in Slovenia. Sugli altri rilievi europei collegati alle Alpi si trova nella Foresta Nera Massiccio del Giura, Monti Balcani e Carpazi.[20] In generale la specie è presente in tutta Europa ad esclusione della Penisola Iberica e della Grecia.[21]
- Habitat: l'habitat tipico per questa specie sono gli incolti, i greti dei fiumi e lungo le vie; ma anche gli ambienti ruderali, scarpate, affioramenti rocciosi e ambienti sabbiosi.  Il substrato preferito è sia calcareo che siliceo con pH neutro, alti valori nutrizionali del terreno che deve essere arido.[20]
- Distribuzione altitudinale: sui rilievi queste piante si possono trovare fino a 1.400 m s.l.m.; frequentano quindi i seguenti piani vegetazionali: collinare e montano (oltre a quello planiziale – a livello del mare).

### Fitosociologia

#### Areale alpino
Dal punto di vista fitosociologico alpino Crepis tectorum appartiene alla seguente comunità vegetale:
Formazione: delle comunità terofiche pioniere nitrofile
Classe: Stellarietea mediae
Ordine: Sisymbrietalia
Alleanza: Sisymbrion

#### Areale italiano
Per l'areale completo italiano Crepis tectorum appartiene alla seguente comunità vegetale: ordine Sisymbrietalia (macrotipologia "vegetazione erbacea sinantropica, ruderale e megaforbieti"). Crepis tectorum è pioniera in aree sinantropiche ruderali su terreni sassosi.

## Tassonomia
La famiglia di appartenenza di questa voce (Asteraceae o Compositae, nomen conservandum) probabilmente originaria del Sud America, è la più numerosa del mondo vegetale, comprende oltre 23.000 specie distribuite su 1.535 generi, oppure 22.750 specie e 1.530 generi secondo altre fonti (una delle checklist più aggiornata elenca fino a 1.679 generi). La famiglia attualmente (2021) è divisa in 16 sottofamiglie.
C. tectorum appartiene a un genere (Crepis) abbastanza numeroso comprendente dalle 200 alle 300 specie (secondo le varie classificazioni), diffuse soprattutto nell'emisfero boreale (Vecchio Mondo), delle quali quasi una cinquantina sono proprie della flora italiana.

### Filogenesi
Il genere di questa voce appartiene alla sottotribù Crepidinae della tribù Cichorieae (unica tribù della sottofamiglia Cichorioideae). In base ai dati filogenetici la sottofamiglia Cichorioideae è il terz'ultimo gruppo che si è separato dal nucleo delle Asteraceae (gli ultimi due sono Corymbioideae e Asteroideae). La sottotribù Crepidinae fa parte del "quarto" clade della tribù; in questo clade è in posizione "centrale" vicina alle sottotribù Chondrillinae e Hypochaeridinae.
La sottotribù è divisa in due gruppi principali uno a predominanza asiatica e l'altro di origine mediterranea/euroasiatica. Da un punto di vista filogenetico, all'interno della sottotribù, sono stati individuati 5 subcladi. Il genere di questa voce appartiene al subclade denominato "Crepis-Lapsana-Rhagadiolus clade", composto dai generi Crepis L., 1753, Lapsana L., 1753 e Rhagadiolus Juss., 1789. Dalle analisi Crepis risulta parafiletico (per cui la sua circoscrizione è provvisoria).
Nella "Flora d'Italia" le specie italiane di Crepis sono suddivise in 4 gruppi e 12 sezioni in base alla morfologia degli acheni, dell'involucro e altri caratteri (questa suddivisione fatta per scopi pratici non ha valore tassonomico). La specie di questa voce appartiene al Gruppo 2 (gli acheni sono uniformi con un becco più o meno visibile o con un apice bruscamente ristretto) e alla Sezione G (gli involucri dei capolini sono lunghi 10 - 20 mm; gli acheni hanno 10 - 13 coste).
I caratteri distintivi per la specie di questa voce sono:
- le foglie cauline non sono amplessicauli;
- lunghezza dell'involucro: 10 - 13 mm;
- l'involucro è pubescente ma non ghiandoloso;
- gli acheni sono uniformi e alcuni hanno un becco ben sviluppato;
- le coste degli acheni sono 10.

Il numero cromosomico della specie è: 2n = 8.

### Specie simili
Diverse specie di Crepis possono essere confuse con Crepis tectorum, che comunque può essere riconosciuta per il suo ciclo biologico annuale, per le squame dell'involucro cigliate sulla faccia adassiale e per l'achenio di colore da rossastro-violaceo a marrone scuro. Allo stesso gruppo e sezione appartengono le seguenti specie:
- Crepis alpestris (Jacq.) Tausch - Radichiella alpestre: le foglie cauline sono amplessicauli; l'involucro ha una forma emisferica (7 - 12 x 9 – 16 mm), è ghiandoloso e grigio-tomentoso; i fiori sono lunghi da 18 a 23 mm.
- Crepis paludosa (L.) Moench. - Radichiella a pappo giallastro: le foglie cauline sono amplessicauli; l'involucro ha una forma subcilindrica (3 - 8 x 10 – 12 mm) e le brattee sono ricoperte da setole nerastre e ghiandole più chiare; i fiori sono lunghi da 18 a 23 mm.
- Crepis sprengelii Nicotra - Radichiella siciliana: le foglie cauline (se presenti) non sono amplessicauli; l'infiorescenza si presenta con pochi capolini (1 - 4); i fiori ligulati sono lunghi 17 mm; gli acheni sono lunghi 12 – 13 mm. (Nella "Flora d'Italia" questa specie è denominata Crepis gussonei Greuter.[14])
- Crepis tectorum L. - Radichiella dei tetti: le foglie cauline (se presenti) non sono amplessicauli; gli acheni sono lunghi 2,5 - 4,5 mm.

### Sinonimi
Sono elencati alcuni sinonimi per questa entità:
- Crepis angustifolia d'Urv.
- Crepis barckhausioides  Rouy
- Crepis campestris  Schur
- Crepis lachenalii  Gochnat
- Crepis linearifolia  St.-Lag.
- Crepis muralis  Neck. ex Steud.
- Crepis muralis  Salisb.
- Crepis murorum  S.G.Gmel.
- Crepis polymorpha  Gilib.
- Crepis segetalis Roth ex Steud.
- Crepis stricta  Schultz
- Crepis tinctoria  Dulac
- Crepis varia  Moench
- Hedypnois tectorum  Huds.
- Hieracium agrestis  Bernh.
- Hieracium strictum  Vuk.
- Hieracium tectorum  Hornem.
- Wibelia hieracioides  Röhl.

## Altre notizie
La crepide dei tetti in altre lingue è chiamata nei seguenti modi:
- (DE)  Dach-Pippau, Mauer-Pippau
- (FR)  Crépide des toits
- (EN)  Narrow-leaved Hawk's-beard